# Piau-três-pintas

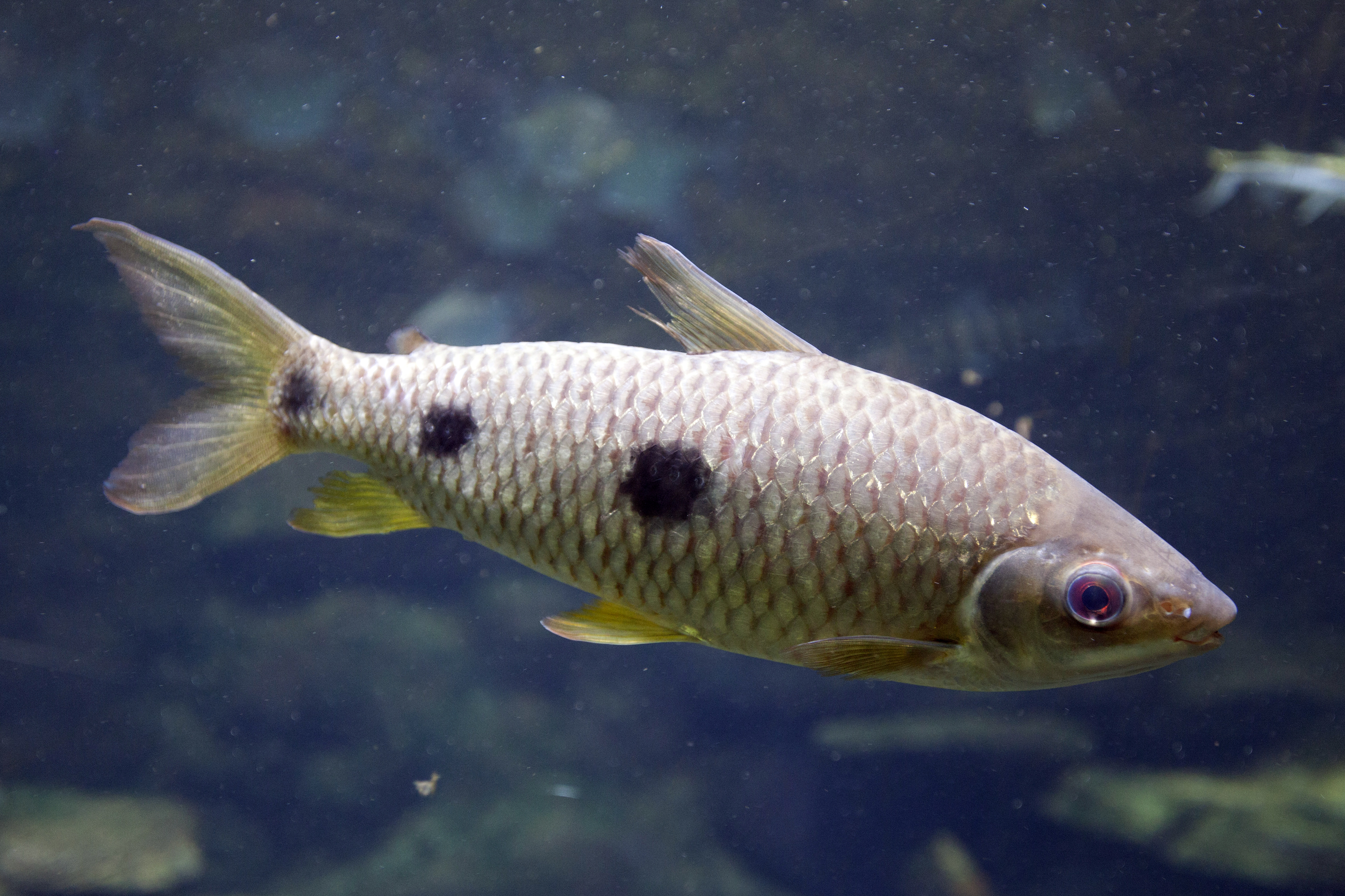
Leporinus friderici

Leporinus friderici é uma espécie de peixe sul-americano de água doce.  É conhecido popularmente como piau-três-pintas, aracu-três-pintas, aracu-comum ou aracu-cabeça-gorda em português, e nitî-peeriti em tucano.